# Vrsar

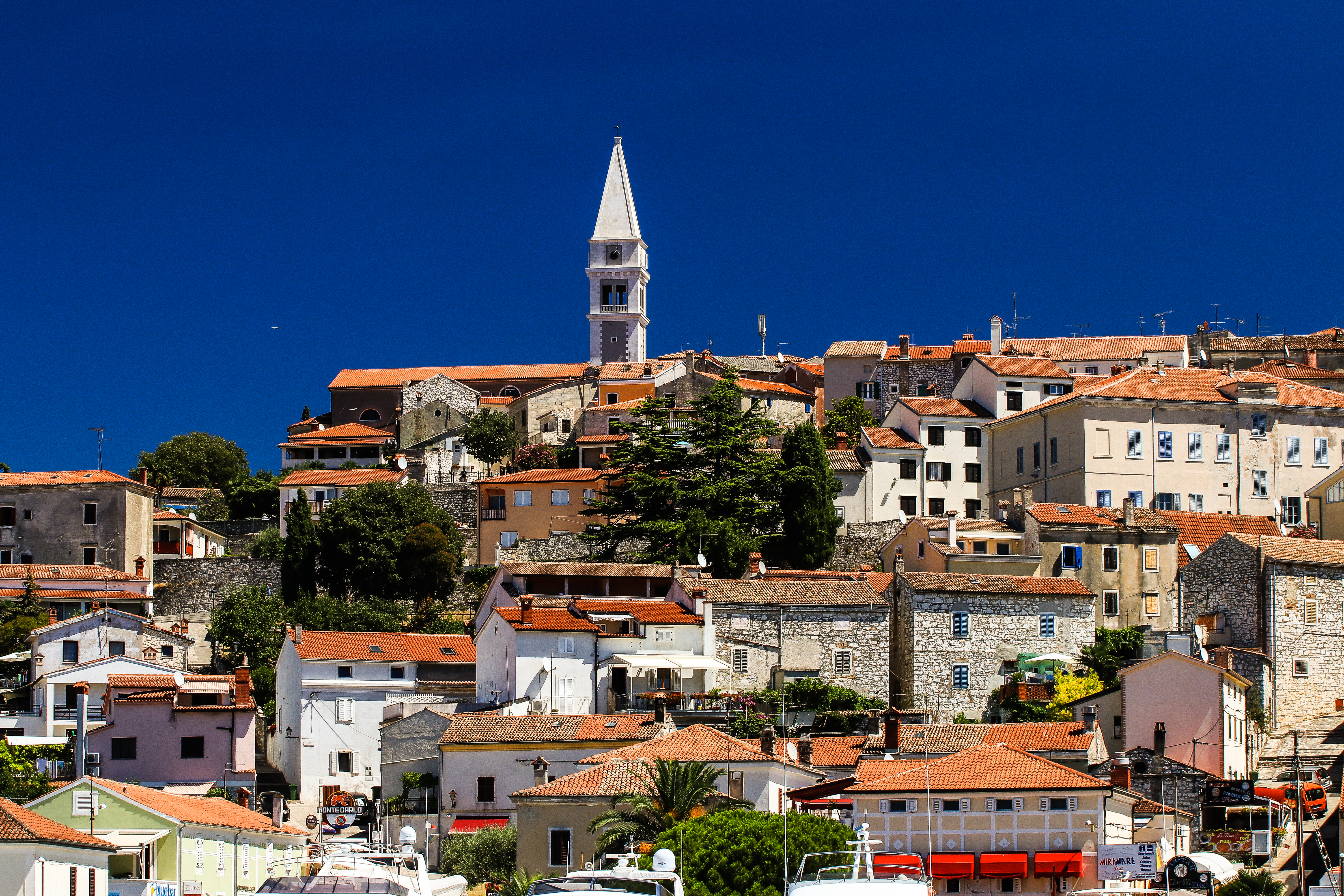
Ort Vrsar

Vrsar (italienisch Orsera) ist eine Ortschaft in Istrien, Kroatien. Sie liegt an der Einfahrt des Limfjordes und zwischen den Küstenstädten Poreč/Parenzo und Rovinj/Rovigno an der D75. In Vrsar hat sich der Charakter einer mediterranen Fischersiedlung erhalten. Ausgehend vom Hafen steigt die Bebauung terrassenförmig einen Hang hinauf und findet ihren Abschluss bei der Kirche mit separat stehendem Glockenturm (Campanile) in 54 Meter Höhe.
Der Ort war Sommerresidenz der Bischöfe von Poreč.

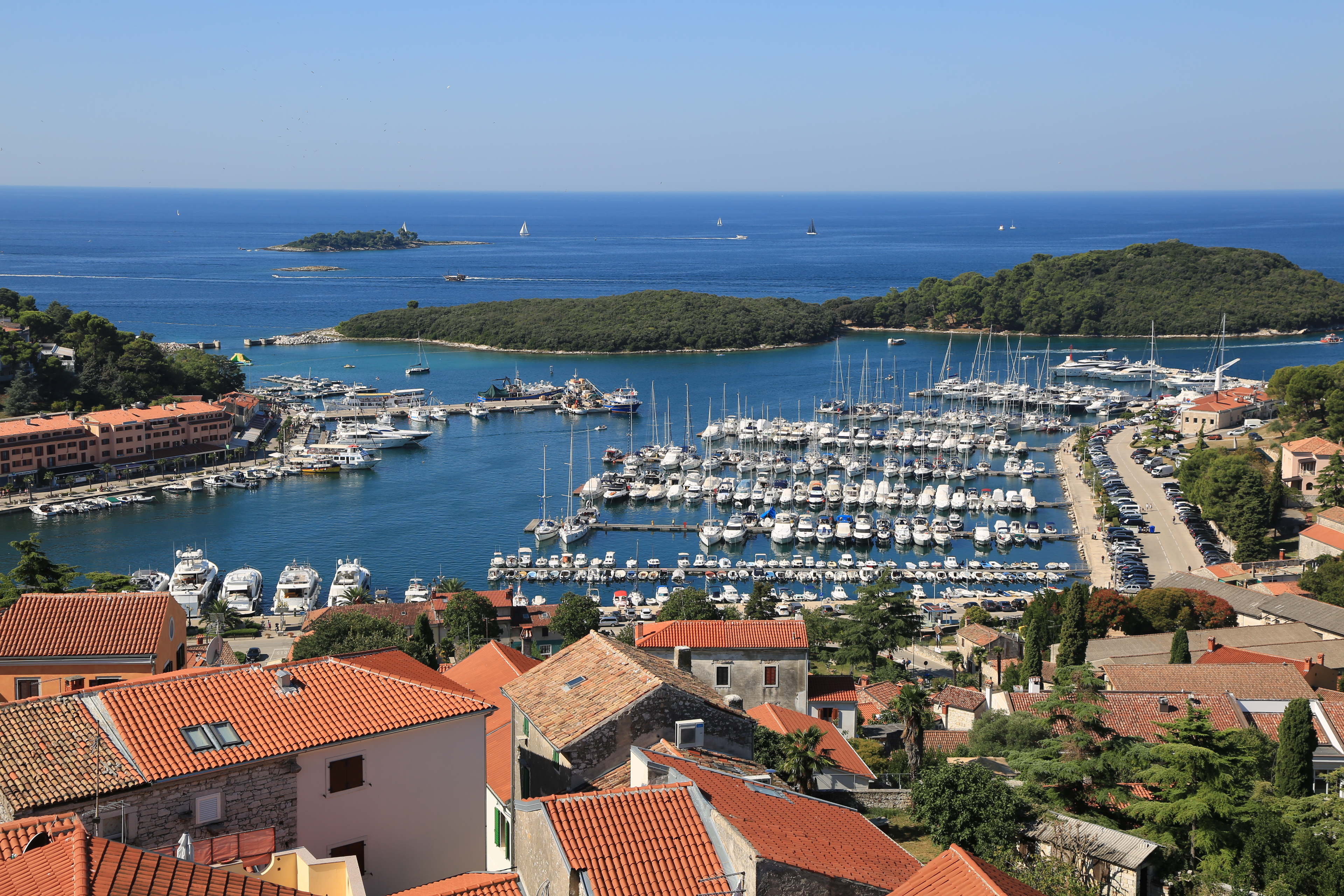
Marina Vrsar

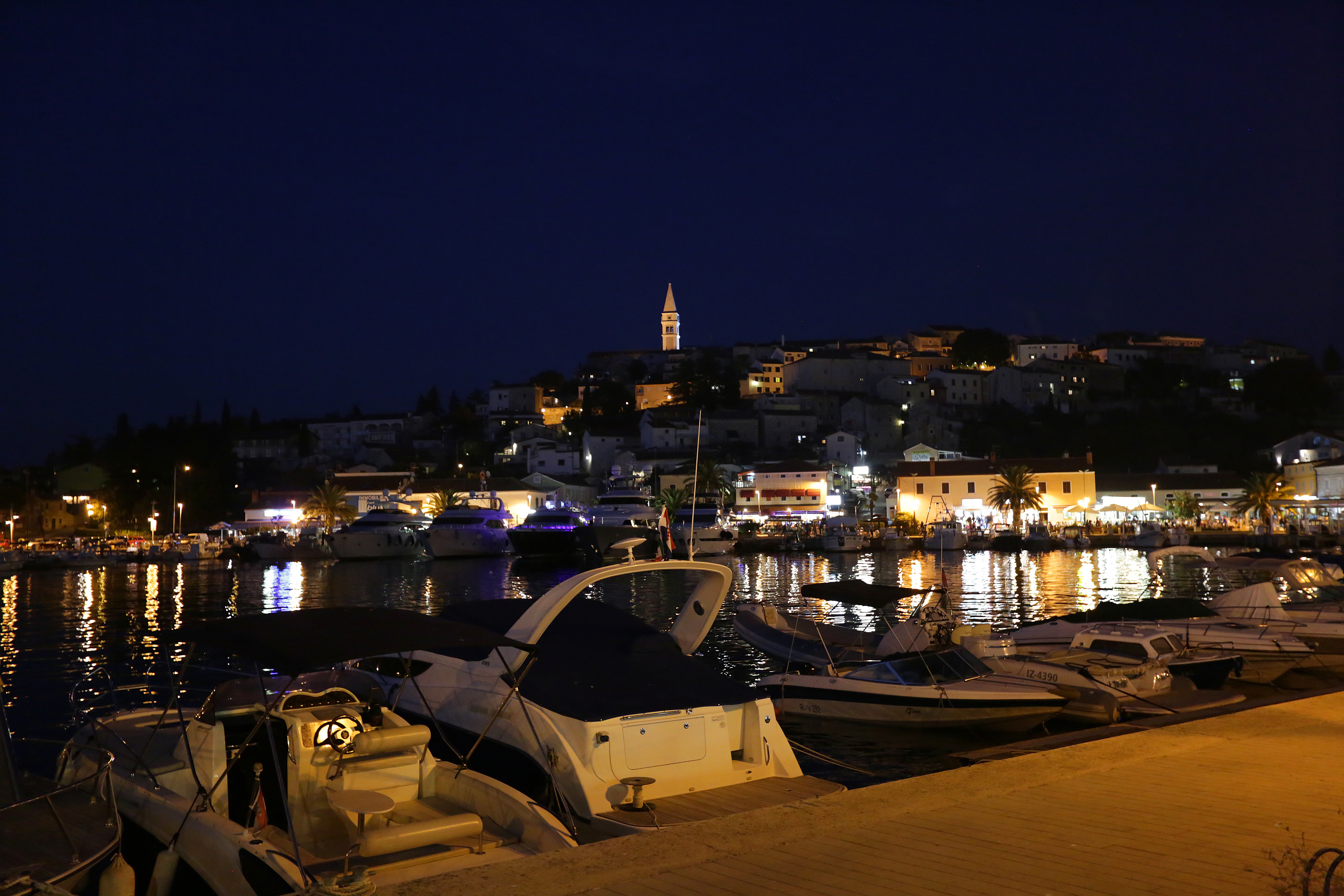
Hafen von Vrsar in der Nacht

Vor der Küste von Vrsar befindet sich eine Inselgruppe von 18 kleinen, unbewohnten und mit mediterranen Pflanzengesellschaften dicht bewachsenen Inseln.

## Geschichte
Das Gebiet um die heutige Ortschaft Vrsar war bereits im Neolithikum besiedelt, wie es Funde belegen. In einer Grotte unweit von Vrsar sind Spuren aus den Paläolithikum entdeckt worden. Die Histrier und die Liburner, die späteren Siedler, welche die Römer durch Seepiraterie beraubten, wurden von diesen seit 181 v. Chr. bekämpft und besiegt. Im Krieg zwischen 178 und 177 v. Chr. eroberten die Römer das Siedlungszentrum der Histrier, Nesactium (heute Vizače) in der Nähe von Pula/Pola. Im 1. Jahrhundert v. Chr. wurden auch die Liburner von den Römern besiegt. Während der römischen Zeit war Vrsar ein wichtiges Handelszentrum für landwirtschaftliche Produkte und Vieh.
Nach dem Fall des Römischen Reiches wurde Vrsar im Jahr 476 durch die Goten besetzt. Diese wurden zwischen 527 und 565 von dem byzantinischen Kaiser Justinian besiegt, so dass Istrien im Jahr 538 an das Oströmische Reich fiel. Von 751 bis 774 herrschten in Istrien die Langobarden.
Im Jahr 788 endete die byzantinische Herrschaft durch die Eroberung Karls des Großen. Mit der fränkischen Führung wurde in Istrien der Feudalismus eingeführt. Mindestens von 983 bis 1778 stand Vrsar unter dem Einfluss des Bistums Poreč. Mit der Eroberung der Westküste Istriens fiel Poreč unter die Kontrolle Venedigs. Vrsar blieb jedoch unter der Obhut des Bistums Poreč. Dessen Einflussrecht wurde jedoch im Jahr 1778 gegen finanzielle Entschädigung aufgehoben, so dass Vrsar an Venedig fiel und damit unter der Leitung der Gemeine Sveti Lovreč/San Lorenzo de Pasenatico stand.
Mit dem Sieg Napoleons über Venedig im Jahr 1797 fiel Istrien an Österreich und durch den Sieg Napoleons über Österreich-Preußen an Frankreich. Nach den Niederlagen Napoleons, gelangte Istrien im Jahr 1813 wieder an Österreich. Im 19. Jahrhundert erhielt Vrsar sein heutiges Bild. Der Ort dehnte sich außerhalb der Stadtmauern aus, der Hafen wurde angelegt und neue Häuser erbaut.
Nach dem Ersten Weltkrieg fiel Istrien an Italien. Ende des Zweiten Weltkriegs wurde die von der Wehrmacht besetzte Region 1944 von Alliierten befreit. Im April 1944 wurde die Stadt von Titos Partisanen besetzt und kam 1947 mit dem Friedensvertrag von Paris an die damalige jugoslawische Teilrepublik Kroatien. Im Jahr 1991 erklärte die Republik Kroatien ihre Unabhängigkeit und wurde am 23. Januar 1992 völkerrechtlich anerkannt.

## Name
Der Name der Stadt ist sehr alt. In mittelalterlichen italienischen Dokumenten finden sich unter anderem die Bezeichnungen Ursaria, Ursarium, Vrsarium und Orsaria. Mit dem Namen Ursaria wurde der gesamte Küstenabschnitt zwischen Funtana und Limfjord zusammengefasst. Vermutlich ist der Name Ursaria von dem altmediterranen Wort ur (Quelle) abgeleitet. Er entstand, als die Seeleute entlang der Istrischen Küste fuhren und Trinkwasser aus den Quellen in der Region zwischen Funtana und Vrsar holten.
Der italienische Name Orsera entstand, weil der italienische Geograf Pietro Coppo glaubte, Orsera sei von dem Namen der römischen Patrizierfamilie Orsini abgeleitet worden.

## Sehenswürdigkeiten
- Kirche Sveta Foska/Santa Fosca
- Pfarrkirche des Sveti Martin/San Martino
- Sommerresidenz der Bischöfe von Poreč
- Romanisches Stadttor
- Skulpturenpark mit Werken von Dušan Džamonja

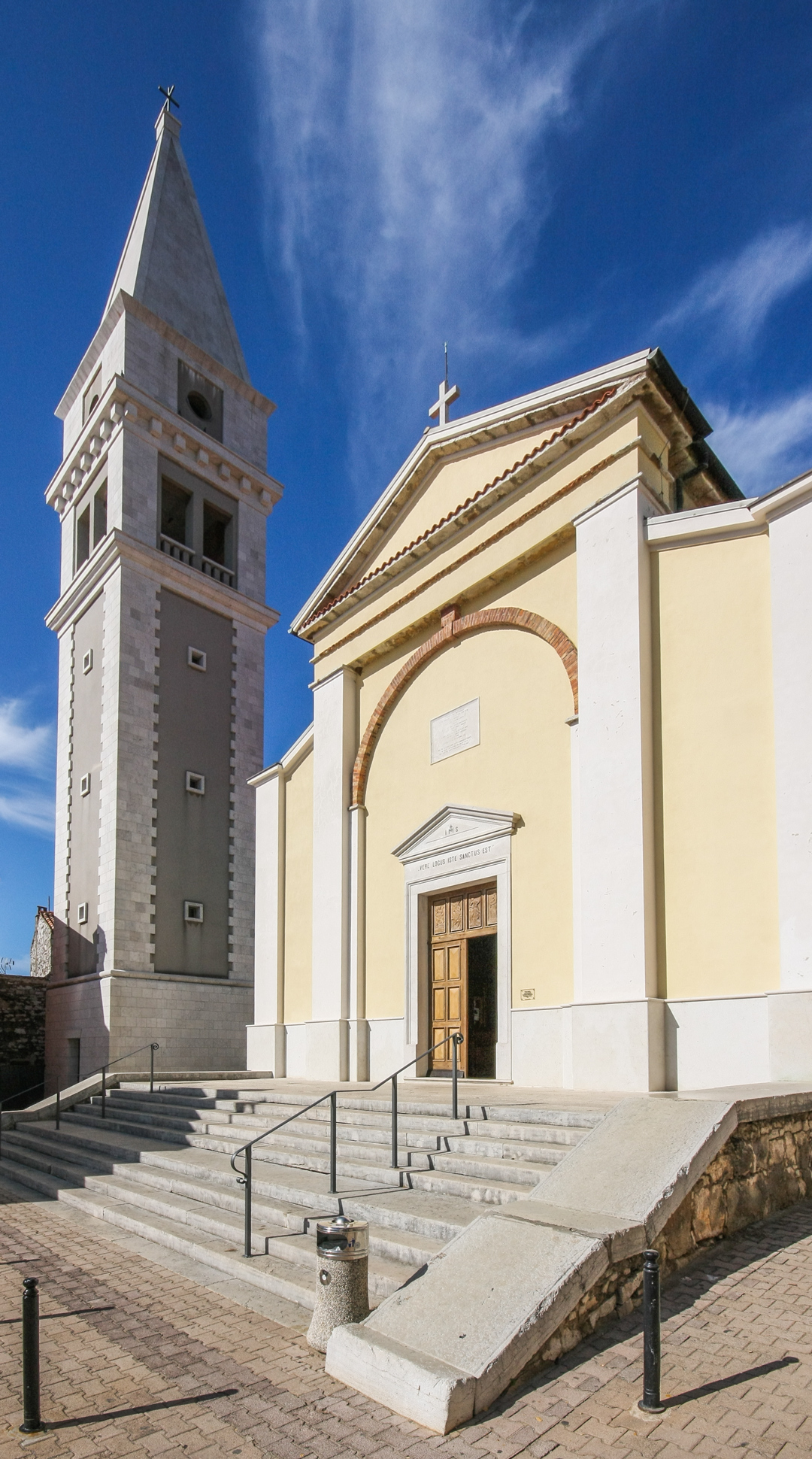
Pfarrkirche des Sveti Martin/San Martino
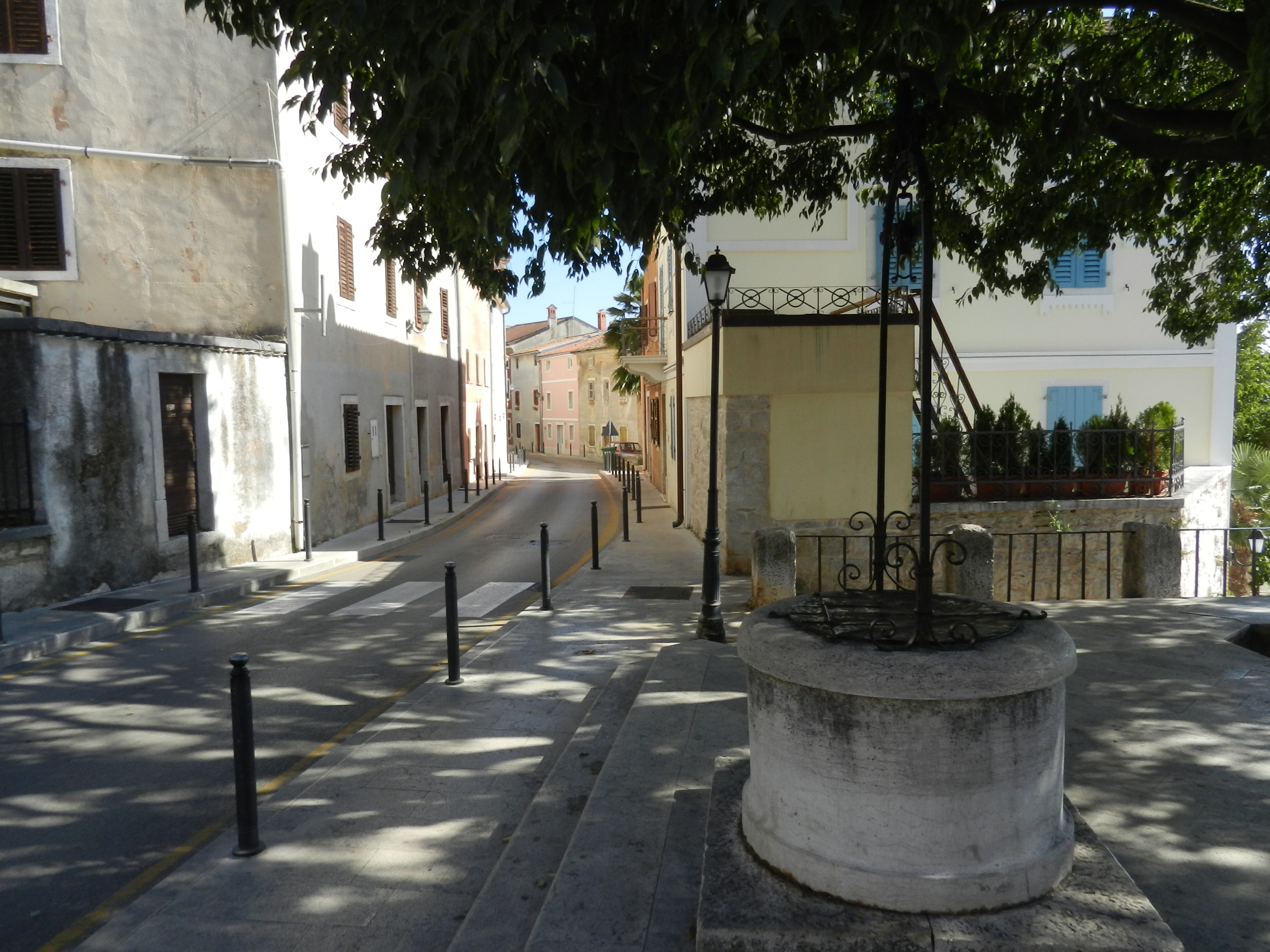
Brunnen in der Innenstadt
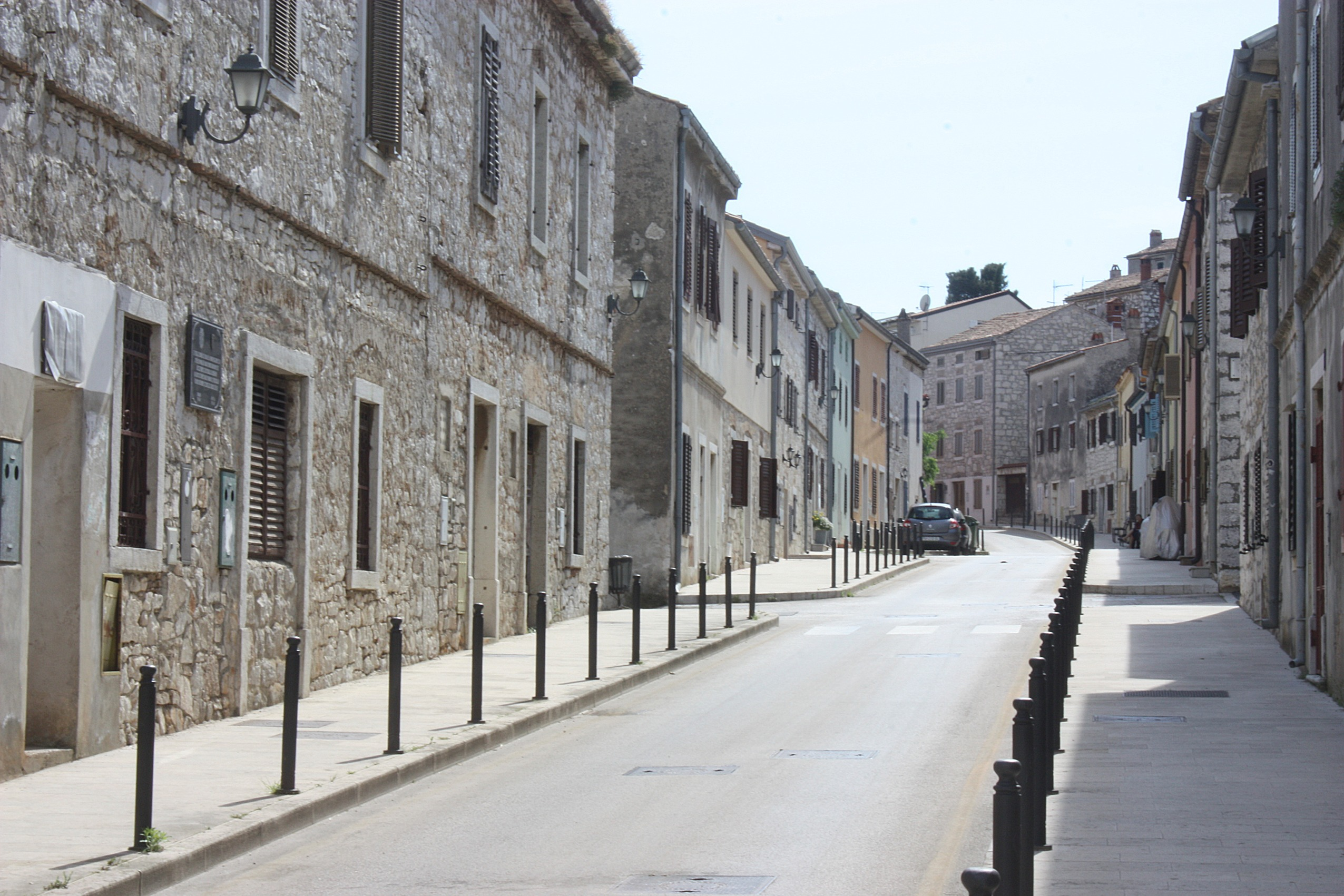
Straßenszene mit Häusern aus Kalkstein
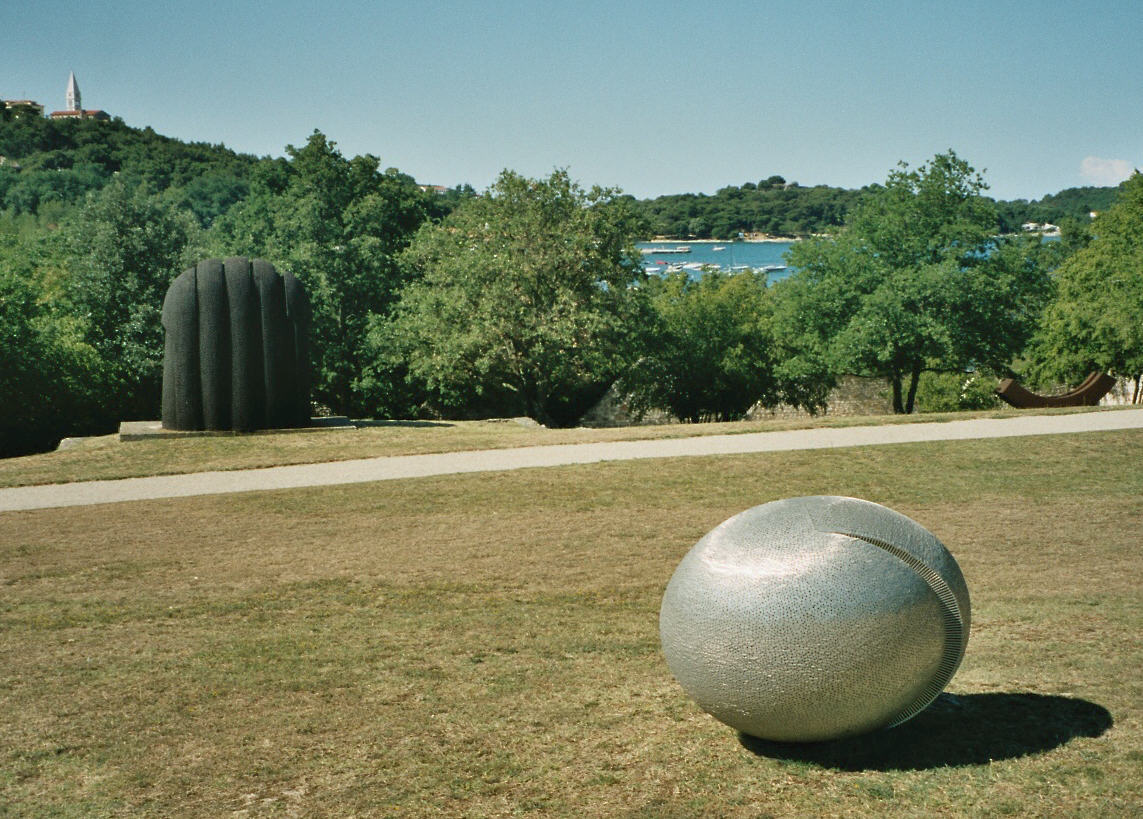
Skulpturen im Skulpturenpark Vrsar

## Persönlichkeiten
- Antonio Quarantotto (1895–1987), italienischer Schwimmer
- Lino Červar (* 1950), kroatischer Handballnationaltrainer

## Trivia
Einer Erzählung nach, soll auch Casanova im Ort zu Gast gewesen sein.